# Doble redundància modular

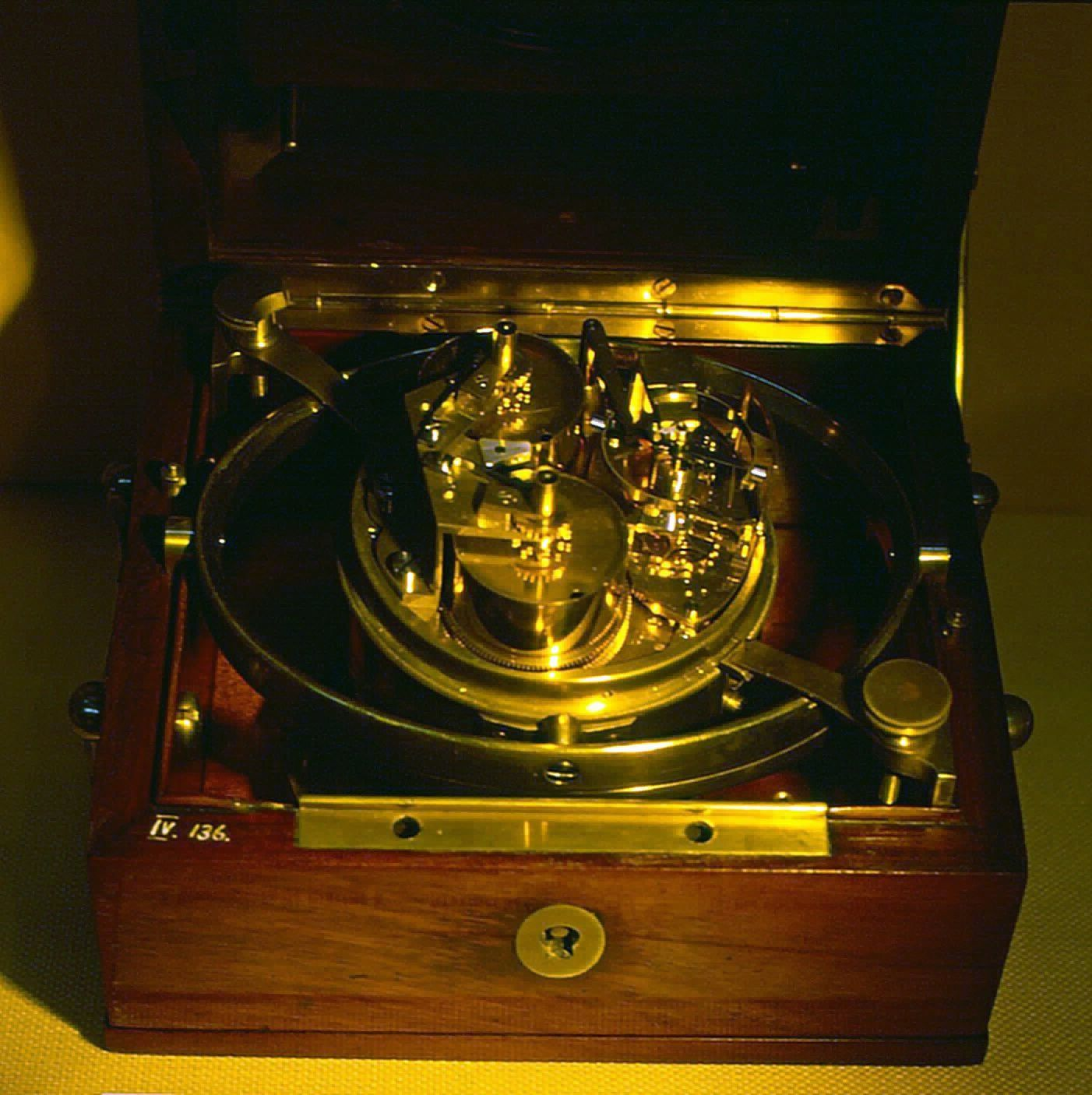
Cronòmetre Breguet (Quadre de doble barril)

En enginyeria de fiabilitat, la doble redundància modular (DMR) és la tècnica en què els components d'un sistema estan duplicats, proporcionant redundància en cas que hi hagi una fallada. S'aplica especialment en sistemes on els components duplicats funcionen en paral·lel, especialment en sistemes informàtics tolerants a fallades. Un exemple típic és un sistema informàtic complex que té nodes duplicats, de manera que si un node falla, l'altre està preparat per continuar el seu treball.

## Funcionament
El sistema DMR proporciona robustesa a la fallada d'un component i la detecció d'errors en el cas de que instruments o ordinadors que haurien de donar el mateix resultat donin resultats diferents, però no proporciona correcció d'errors, ja que no es pot determinar automàticament quin és el component correcte i quin és el que funciona malament.
Una màquina tolerant a fallades tipus "lockstep" utilitza elements duplicats que operen en paral·lel. En qualsevol moment, totes les rèpliques de cada element haurien d'estar en el mateix estat. Es proporcionen les mateixes entrades a cada replicació i s'esperen les mateixes sortides. Es comparen les sortides de les rèpliques mitjançant un circuit de votació. Una màquina amb dues rèpliques de cada element es denomina redundant dual modular (DMR). El circuit de votació només pot detectar un desajust i la recuperació es basa en altres mètodes. Entre els exemples d'aplicació d'aquest sistema, hi ha el commutador 1ESS .
Una màquina amb tres rèpliques de cada element es denomina triple redundància modular, (TMR). El circuit de votació pot determinar quina replicació té un error quan s'observa un vot de dos a un. En aquest cas, el circuit de votació pot generar el resultat correcte i descartar la versió errònia. Després d'això, se suposa que l'estat intern de la replicació errònia és diferent dels altres dos i el circuit de votació pot canviar a un mode DMR. Aquest model es pot aplicar a qualsevol nombre més gran de rèpliques.

## Redundància en els cronòmetres
Dos cronòmetres proporcionaven una redundància modular dual, que permetia la seguretat de tenir-ne un de suport si un dels dos deixava de funcionar, però sense permetre cap correcció d'errors si els dos marcaven una hora diferent, ja que en aquest cas de contradicció entre els dos cronòmetres, era impossible saber quin marcava l'hora correcte (la detecció d'error obtinguda era la mateixa que si es tenia només un cronòmetre i es comprovava periòdicament). En canvi tres cronòmetres proporcionaven una redundància modular triple, permetent la correcció de l'error, ja que, si els tres marcaven diferent, el pilot agafava la mitjana dels dos amb una lectura més propera (vot de precisió mitjana).
Hi ha un vell adagi en aquest sentit, afirmant: "Mai no vagis al mar amb dos cronòmetres; agafe'n un o tres".
És a dir, que si dos cronòmetres es contradiuen, com es pot saber quin és el correcte? A començament del segle xix, aquesta solució o regla era cara, ja que el cost de tres cronòmetres suficientment precisos era més elevat que el cost total de la majoria de vaixells mercants dels tipus més petits. Alguns vaixells portaven més de tres cronòmetres – per exemple, el HMS Beagle portava 22 cronòmetres-. Tanmateix, un nombre tan gran només es duia en vaixells que feien treballs estadístics, com era el cas del Beagle .

## Exemples
El sistema de comandament submarí SMCS utilitzat en els submarins de la Royal Navy utilitza nodes de computació centralitzats duplicats, interconnectats mitjançant una LAN duplicada.